# Robert Bray
Robert Bray (Kalispell, 23 ottobre 1917 – Bishop, 7 marzo 1983) è stato un attore statunitense.
Il ruolo per cui è maggiormente conosciuto è probabilmente quello del guardaparco Corey Stuart nella serie televisiva Lassie.

## Filmografia parziale

### Cinema
- Gli avvoltoi (Return of the Bad Men), regia di Ray Enright (1948)
- Sangue sulla luna (Blood on the Moon), regia di Robert Wise (1948)
- Domani saranno uomini (Fighting Father Dunne), regia di Ted Tetzlaff (1948)
- Bersaglio umano (The Clay Pigeon), regia di Richard Fleischer (1949)
- Uniti nella vendetta (The Great Missouri Raid), regia di Gordon Douglas (1951)
- Sentiero di guerra (Warpath), regia di Byron Haskin (1951)
- Il temerario (The Lusty Men), regia di Nicholas Ray (1952)
- Fargo - La valle dei desperados (Fargo), regia di Lewis D. Collins (1952)
- La tigre sacra (Woodoo Tiger), regia di Spencer Gordon Bennet (1952)
- Seminole, regia di Budd Boetticher (1953)
- L'ascia di guerra (The Yellow Tomahawk), regia di Lesley Selander (1954)
- Al di là del fiume (Drums Across the River), regia di Nathan Juran (1954)
- La mano vendicatrice (Ride Clear of Diablo), regia di Jesse Hibbs (1954)
- La freccia nella polvere (Arrow in the Dust), regia di Lesley Selander (1954)
- Un pugno di criminali (Big House, U.S.A.), regia di Howard W. Koch (1955)
- Giungla d'acciaio (The Steel Jungle), regia di Walter Doniger (1956)
- Fermata d'autobus (Bus Stop), regia di Joshua Logan (1956)
- Fermata per 12 ore (The Wayward Bus), regia di Victor Vicas (1957)
- L'assassino colpisce a tradimento (The Traitor), regia di Michael McCarthy (1957)
- Una ragazza e una pistola (My Gun Is Quick), regia di Phil Victor, George White (1957)
- Autopsia di un gangster (Never Love a Stranger), regia di Robert Stevens (1958)
- Sacro e profano (Never So Few), regia di John Sturges (1959)
- La veglia delle aquile (A Gathering of Eagles), regia di Delbert Mann (1963)

### Televisione
- Il cavaliere solitario (The Lone Ranger) – serie TV, 6 episodi (1952-1955)
- TV Reader's Digest – serie TV, episodio 1x12 (1955)
- Le leggendarie imprese di Wyatt Earp (The Life and Legend of Wyatt Earp) – serie TV, 3 episodi (1955)
- Studio 57 – serie TV, 4 episodi (1955-1958)
- The 20th Century-Fox Hour – serie TV, episodio 2x04 (1956)
- Maverick – serie TV, episodio 2x14 (1958)
- Wichita Town – serie TV, episodio 1x12 (1959)
- Sugarfoot – serie TV, episodio 3x06 (1959)
- Alfred Hitchcock presenta (Alfred Hitchcock Presents) – serie TV, episodio 5x36 (1960)
- Carovana (Stagecoach West) – serie TV, 37 episodi (1960-1961)
- L'ora di Hitchcock (The Alfred Hitchcock Hour) – serie TV, episodio 1x03 (1962)
- Laramie – serie TV, 3 episodi (1960-1963)
- Ai confini della realtà (The Twilight Zone) – serie TV, episodio 5x10 (1963)
- La legge del Far West (Temple Houston) – serie TV, episodio 1x07 (1963)
- Lassie – serie TV, 104 episodi (1964-1968)

## Doppiatori italiani
- Manlio Busoni in Sangue sulla luna, Sacro e profano
- Emilio Cigoli in Fermata d'autobus
- Sergio Graziani in La veglia delle aquile